# Acalolepta densepunctata
Acalolepta densepunctata es una especie de escarabajo longicornio del género Acalolepta, tribu Monochamini, subfamilia Lamiinae. Fue descrita científicamente por Breuning en 1936.
Se distribuye por Vietnam. Mide aproximadamente 12,5 milímetros de longitud.